# Baryscapus granulatus
Baryscapus granulatus är en stekelart som först beskrevs av Walker 1844.  Baryscapus granulatus ingår i släktet Baryscapus och familjen finglanssteklar. Inga underarter finns listade.